# Liste der Kulturdenkmale in Berlin-Mitte/Oranienburger Vorstadt
Auf dieser Seite sind die Kulturdenkmale im Stadtviertel Oranienburger Vorstadt im Berliner Ortsteil Mitte aufgelistet. Diese Liste ist Teil der Liste der Kulturdenkmale in Berlin-Mitte. Grundlage ist die Denkmalliste des Landes Berlin, die auf Basis des Berliner Denkmalschutzgesetzes erstmals am 28. September 1995 bekannt gemacht wurde und seither durch das Landesdenkmalamt Berlin geführt und aktualisiert wird.

## Denkmalbereiche (Ensembles)
| Nr.      | Lage | Offizielle Bezeichnung | Bestandteile / Beschreibung                                                                        | Bild                                                 |
| -------- | --- | --- | -------------------------------------------------------------------------------------------------- | ---------------------------------------------------- |
| 09010061 | Ackerstraße 1B–2, 4–5A, 9–26, 144–157, 162–171 Bergstraße 18–28, 67–72 Invalidenstraße 148 Torstraße 151/153 (Lage) | Kolonie Neu-Voigtland Baudenkmale siehe: Ackerstraße 1B; 4; 5–5A; 9; 14–15; 18; 23–26; 149–149A; 150–151; 152; 153; 156; 157; 162; 163; 164; 166; 167; 168; 169–170 Bergstraße 18; 19; 21; 22; 27; 67; 70; 72 | Mietshäuser, 1752 als Kolonie Neu-Voigtland angelegt                                               | Mietshäuser, 1752 als Kolonie Neu-Voigtland angelegt |
| 09010061 | Ackerstraße 1B–2, 4–5A, 9–26, 144–157, 162–171 Bergstraße 18–28, 67–72 Invalidenstraße 148 Torstraße 151/153 (Lage) | Kolonie Neu-Voigtland Baudenkmale siehe: Ackerstraße 1B; 4; 5–5A; 9; 14–15; 18; 23–26; 149–149A; 150–151; 152; 153; 156; 157; 162; 163; 164; 166; 167; 168; 169–170 Bergstraße 18; 19; 21; 22; 27; 67; 70; 72 | Weitere Bestandteile des Ensembles:                                                                |                                                      |
| 09010061 | Ackerstraße 1B–2, 4–5A, 9–26, 144–157, 162–171 Bergstraße 18–28, 67–72 Invalidenstraße 148 Torstraße 151/153 (Lage) | Kolonie Neu-Voigtland Baudenkmale siehe: Ackerstraße 1B; 4; 5–5A; 9; 14–15; 18; 23–26; 149–149A; 150–151; 152; 153; 156; 157; 162; 163; 164; 166; 167; 168; 169–170 Bergstraße 18; 19; 21; 22; 27; 67; 70; 72 | 09010071 – Ackerstraße 2, Mietshaus, 1876                                                          |                                                      |
| 09010061 | Ackerstraße 1B–2, 4–5A, 9–26, 144–157, 162–171 Bergstraße 18–28, 67–72 Invalidenstraße 148 Torstraße 151/153 (Lage) | Kolonie Neu-Voigtland Baudenkmale siehe: Ackerstraße 1B; 4; 5–5A; 9; 14–15; 18; 23–26; 149–149A; 150–151; 152; 153; 156; 157; 162; 163; 164; 166; 167; 168; 169–170 Bergstraße 18; 19; 21; 22; 27; 67; 70; 72 | 09010080 – Ackerstraße 10, Mietshaus, 1877                                                         |                                                      |
| 09010061 | Ackerstraße 1B–2, 4–5A, 9–26, 144–157, 162–171 Bergstraße 18–28, 67–72 Invalidenstraße 148 Torstraße 151/153 (Lage) | Kolonie Neu-Voigtland Baudenkmale siehe: Ackerstraße 1B; 4; 5–5A; 9; 14–15; 18; 23–26; 149–149A; 150–151; 152; 153; 156; 157; 162; 163; 164; 166; 167; 168; 169–170 Bergstraße 18; 19; 21; 22; 27; 67; 70; 72 | Hofgebäude                                                                                         |                                                      |
| 09010061 | Ackerstraße 1B–2, 4–5A, 9–26, 144–157, 162–171 Bergstraße 18–28, 67–72 Invalidenstraße 148 Torstraße 151/153 (Lage) | Kolonie Neu-Voigtland Baudenkmale siehe: Ackerstraße 1B; 4; 5–5A; 9; 14–15; 18; 23–26; 149–149A; 150–151; 152; 153; 156; 157; 162; 163; 164; 166; 167; 168; 169–170 Bergstraße 18; 19; 21; 22; 27; 67; 70; 72 | 09010081 – Ackerstraße 11, Mietshaus, 1877                                                         |                                                      |
| 09010061 | Ackerstraße 1B–2, 4–5A, 9–26, 144–157, 162–171 Bergstraße 18–28, 67–72 Invalidenstraße 148 Torstraße 151/153 (Lage) | Kolonie Neu-Voigtland Baudenkmale siehe: Ackerstraße 1B; 4; 5–5A; 9; 14–15; 18; 23–26; 149–149A; 150–151; 152; 153; 156; 157; 162; 163; 164; 166; 167; 168; 169–170 Bergstraße 18; 19; 21; 22; 27; 67; 70; 72 | 09010082 – Ackerstraße 12, Mietshaus, 1877                                                         |                                                      |
| 09010061 | Ackerstraße 1B–2, 4–5A, 9–26, 144–157, 162–171 Bergstraße 18–28, 67–72 Invalidenstraße 148 Torstraße 151/153 (Lage) | Kolonie Neu-Voigtland Baudenkmale siehe: Ackerstraße 1B; 4; 5–5A; 9; 14–15; 18; 23–26; 149–149A; 150–151; 152; 153; 156; 157; 162; 163; 164; 166; 167; 168; 169–170 Bergstraße 18; 19; 21; 22; 27; 67; 70; 72 | 09010083 – Ackerstraße 13, Mietshaus, 1879                                                         |                                                      |
| 09010061 | Ackerstraße 1B–2, 4–5A, 9–26, 144–157, 162–171 Bergstraße 18–28, 67–72 Invalidenstraße 148 Torstraße 151/153 (Lage) | Kolonie Neu-Voigtland Baudenkmale siehe: Ackerstraße 1B; 4; 5–5A; 9; 14–15; 18; 23–26; 149–149A; 150–151; 152; 153; 156; 157; 162; 163; 164; 166; 167; 168; 169–170 Bergstraße 18; 19; 21; 22; 27; 67; 70; 72 | Fabrikgebäude, 1885                                                                                |                                                      |
| 09010061 | Ackerstraße 1B–2, 4–5A, 9–26, 144–157, 162–171 Bergstraße 18–28, 67–72 Invalidenstraße 148 Torstraße 151/153 (Lage) | Kolonie Neu-Voigtland Baudenkmale siehe: Ackerstraße 1B; 4; 5–5A; 9; 14–15; 18; 23–26; 149–149A; 150–151; 152; 153; 156; 157; 162; 163; 164; 166; 167; 168; 169–170 Bergstraße 18; 19; 21; 22; 27; 67; 70; 72 | 09010089 – Ackerstraße 16, Mietshaus, 1876                                                         |                                                      |
| 09010061 | Ackerstraße 1B–2, 4–5A, 9–26, 144–157, 162–171 Bergstraße 18–28, 67–72 Invalidenstraße 148 Torstraße 151/153 (Lage) | Kolonie Neu-Voigtland Baudenkmale siehe: Ackerstraße 1B; 4; 5–5A; 9; 14–15; 18; 23–26; 149–149A; 150–151; 152; 153; 156; 157; 162; 163; 164; 166; 167; 168; 169–170 Bergstraße 18; 19; 21; 22; 27; 67; 70; 72 | 09010090 – Ackerstraße 17, Mietshaus, 1861                                                         |                                                      |
| 09010061 | Ackerstraße 1B–2, 4–5A, 9–26, 144–157, 162–171 Bergstraße 18–28, 67–72 Invalidenstraße 148 Torstraße 151/153 (Lage) | Kolonie Neu-Voigtland Baudenkmale siehe: Ackerstraße 1B; 4; 5–5A; 9; 14–15; 18; 23–26; 149–149A; 150–151; 152; 153; 156; 157; 162; 163; 164; 166; 167; 168; 169–170 Bergstraße 18; 19; 21; 22; 27; 67; 70; 72 | Hofgebäude 1908                                                                                    |                                                      |
| 09010061 | Ackerstraße 1B–2, 4–5A, 9–26, 144–157, 162–171 Bergstraße 18–28, 67–72 Invalidenstraße 148 Torstraße 151/153 (Lage) | Kolonie Neu-Voigtland Baudenkmale siehe: Ackerstraße 1B; 4; 5–5A; 9; 14–15; 18; 23–26; 149–149A; 150–151; 152; 153; 156; 157; 162; 163; 164; 166; 167; 168; 169–170 Bergstraße 18; 19; 21; 22; 27; 67; 70; 72 | 09010096 – Ackerstraße 19, Mietshaus und Remise, 1881                                              |                                                      |
| 09010061 | Ackerstraße 1B–2, 4–5A, 9–26, 144–157, 162–171 Bergstraße 18–28, 67–72 Invalidenstraße 148 Torstraße 151/153 (Lage) | Kolonie Neu-Voigtland Baudenkmale siehe: Ackerstraße 1B; 4; 5–5A; 9; 14–15; 18; 23–26; 149–149A; 150–151; 152; 153; 156; 157; 162; 163; 164; 166; 167; 168; 169–170 Bergstraße 18; 19; 21; 22; 27; 67; 70; 72 | Fabrikgebäude, um 1900                                                                             |                                                      |
| 09010061 | Ackerstraße 1B–2, 4–5A, 9–26, 144–157, 162–171 Bergstraße 18–28, 67–72 Invalidenstraße 148 Torstraße 151/153 (Lage) | Kolonie Neu-Voigtland Baudenkmale siehe: Ackerstraße 1B; 4; 5–5A; 9; 14–15; 18; 23–26; 149–149A; 150–151; 152; 153; 156; 157; 162; 163; 164; 166; 167; 168; 169–170 Bergstraße 18; 19; 21; 22; 27; 67; 70; 72 | 09010100 – Ackerstraße 20, Mietshaus, 1882                                                         |                                                      |
| 09010061 | Ackerstraße 1B–2, 4–5A, 9–26, 144–157, 162–171 Bergstraße 18–28, 67–72 Invalidenstraße 148 Torstraße 151/153 (Lage) | Kolonie Neu-Voigtland Baudenkmale siehe: Ackerstraße 1B; 4; 5–5A; 9; 14–15; 18; 23–26; 149–149A; 150–151; 152; 153; 156; 157; 162; 163; 164; 166; 167; 168; 169–170 Bergstraße 18; 19; 21; 22; 27; 67; 70; 72 | Hofgebäude, um 1900                                                                                |                                                      |
| 09010061 | Ackerstraße 1B–2, 4–5A, 9–26, 144–157, 162–171 Bergstraße 18–28, 67–72 Invalidenstraße 148 Torstraße 151/153 (Lage) | Kolonie Neu-Voigtland Baudenkmale siehe: Ackerstraße 1B; 4; 5–5A; 9; 14–15; 18; 23–26; 149–149A; 150–151; 152; 153; 156; 157; 162; 163; 164; 166; 167; 168; 169–170 Bergstraße 18; 19; 21; 22; 27; 67; 70; 72 | 09010103 – Ackerstraße 21, Mietshaus, 1885                                                         |                                                      |
| 09010061 | Ackerstraße 1B–2, 4–5A, 9–26, 144–157, 162–171 Bergstraße 18–28, 67–72 Invalidenstraße 148 Torstraße 151/153 (Lage) | Kolonie Neu-Voigtland Baudenkmale siehe: Ackerstraße 1B; 4; 5–5A; 9; 14–15; 18; 23–26; 149–149A; 150–151; 152; 153; 156; 157; 162; 163; 164; 166; 167; 168; 169–170 Bergstraße 18; 19; 21; 22; 27; 67; 70; 72 | Fabrikgebäude, 1885                                                                                |                                                      |
| 09010061 | Ackerstraße 1B–2, 4–5A, 9–26, 144–157, 162–171 Bergstraße 18–28, 67–72 Invalidenstraße 148 Torstraße 151/153 (Lage) | Kolonie Neu-Voigtland Baudenkmale siehe: Ackerstraße 1B; 4; 5–5A; 9; 14–15; 18; 23–26; 149–149A; 150–151; 152; 153; 156; 157; 162; 163; 164; 166; 167; 168; 169–170 Bergstraße 18; 19; 21; 22; 27; 67; 70; 72 | 1. Quergebäude 1854, Umbau 1885                                                                    |                                                      |
| 09010061 | Ackerstraße 1B–2, 4–5A, 9–26, 144–157, 162–171 Bergstraße 18–28, 67–72 Invalidenstraße 148 Torstraße 151/153 (Lage) | Kolonie Neu-Voigtland Baudenkmale siehe: Ackerstraße 1B; 4; 5–5A; 9; 14–15; 18; 23–26; 149–149A; 150–151; 152; 153; 156; 157; 162; 163; 164; 166; 167; 168; 169–170 Bergstraße 18; 19; 21; 22; 27; 67; 70; 72 | 09010106 – Ackerstraße 22, Mietshaus (Vorderhaus und Quergebäude), 1881                            |                                                      |
| 09010061 | Ackerstraße 1B–2, 4–5A, 9–26, 144–157, 162–171 Bergstraße 18–28, 67–72 Invalidenstraße 148 Torstraße 151/153 (Lage) | Kolonie Neu-Voigtland Baudenkmale siehe: Ackerstraße 1B; 4; 5–5A; 9; 14–15; 18; 23–26; 149–149A; 150–151; 152; 153; 156; 157; 162; 163; 164; 166; 167; 168; 169–170 Bergstraße 18; 19; 21; 22; 27; 67; 70; 72 | Gebäude im 2. Hof, 1875                                                                            |                                                      |
| 09010061 | Ackerstraße 1B–2, 4–5A, 9–26, 144–157, 162–171 Bergstraße 18–28, 67–72 Invalidenstraße 148 Torstraße 151/153 (Lage) | Kolonie Neu-Voigtland Baudenkmale siehe: Ackerstraße 1B; 4; 5–5A; 9; 14–15; 18; 23–26; 149–149A; 150–151; 152; 153; 156; 157; 162; 163; 164; 166; 167; 168; 169–170 Bergstraße 18; 19; 21; 22; 27; 67; 70; 72 | 09010138 – Ackerstraße 144, Mietshaus, 1878                                                        |                                                      |
| 09010061 | Ackerstraße 1B–2, 4–5A, 9–26, 144–157, 162–171 Bergstraße 18–28, 67–72 Invalidenstraße 148 Torstraße 151/153 (Lage) | Kolonie Neu-Voigtland Baudenkmale siehe: Ackerstraße 1B; 4; 5–5A; 9; 14–15; 18; 23–26; 149–149A; 150–151; 152; 153; 156; 157; 162; 163; 164; 166; 167; 168; 169–170 Bergstraße 18; 19; 21; 22; 27; 67; 70; 72 | Remise, 1881                                                                                       |                                                      |
| 09010061 | Ackerstraße 1B–2, 4–5A, 9–26, 144–157, 162–171 Bergstraße 18–28, 67–72 Invalidenstraße 148 Torstraße 151/153 (Lage) | Kolonie Neu-Voigtland Baudenkmale siehe: Ackerstraße 1B; 4; 5–5A; 9; 14–15; 18; 23–26; 149–149A; 150–151; 152; 153; 156; 157; 162; 163; 164; 166; 167; 168; 169–170 Bergstraße 18; 19; 21; 22; 27; 67; 70; 72 | 09010107 – Ackerstraße 145, Mietshaus, 1890                                                        |                                                      |
| 09010061 | Ackerstraße 1B–2, 4–5A, 9–26, 144–157, 162–171 Bergstraße 18–28, 67–72 Invalidenstraße 148 Torstraße 151/153 (Lage) | Kolonie Neu-Voigtland Baudenkmale siehe: Ackerstraße 1B; 4; 5–5A; 9; 14–15; 18; 23–26; 149–149A; 150–151; 152; 153; 156; 157; 162; 163; 164; 166; 167; 168; 169–170 Bergstraße 18; 19; 21; 22; 27; 67; 70; 72 | 09010108 – Ackerstraße 146, Mietshaus, 1873                                                        |                                                      |
| 09010061 | Ackerstraße 1B–2, 4–5A, 9–26, 144–157, 162–171 Bergstraße 18–28, 67–72 Invalidenstraße 148 Torstraße 151/153 (Lage) | Kolonie Neu-Voigtland Baudenkmale siehe: Ackerstraße 1B; 4; 5–5A; 9; 14–15; 18; 23–26; 149–149A; 150–151; 152; 153; 156; 157; 162; 163; 164; 166; 167; 168; 169–170 Bergstraße 18; 19; 21; 22; 27; 67; 70; 72 | 09010142 – Ackerstraße 147, Mietshaus, 1865                                                        |                                                      |
| 09010061 | Ackerstraße 1B–2, 4–5A, 9–26, 144–157, 162–171 Bergstraße 18–28, 67–72 Invalidenstraße 148 Torstraße 151/153 (Lage) | Kolonie Neu-Voigtland Baudenkmale siehe: Ackerstraße 1B; 4; 5–5A; 9; 14–15; 18; 23–26; 149–149A; 150–151; 152; 153; 156; 157; 162; 163; 164; 166; 167; 168; 169–170 Bergstraße 18; 19; 21; 22; 27; 67; 70; 72 | 09010114 – Ackerstraße 154, Mietshaus, 1878                                                        |                                                      |
| 09010061 | Ackerstraße 1B–2, 4–5A, 9–26, 144–157, 162–171 Bergstraße 18–28, 67–72 Invalidenstraße 148 Torstraße 151/153 (Lage) | Kolonie Neu-Voigtland Baudenkmale siehe: Ackerstraße 1B; 4; 5–5A; 9; 14–15; 18; 23–26; 149–149A; 150–151; 152; 153; 156; 157; 162; 163; 164; 166; 167; 168; 169–170 Bergstraße 18; 19; 21; 22; 27; 67; 70; 72 | Werkstatt, 1880                                                                                    |                                                      |
| 09010061 | Ackerstraße 1B–2, 4–5A, 9–26, 144–157, 162–171 Bergstraße 18–28, 67–72 Invalidenstraße 148 Torstraße 151/153 (Lage) | Kolonie Neu-Voigtland Baudenkmale siehe: Ackerstraße 1B; 4; 5–5A; 9; 14–15; 18; 23–26; 149–149A; 150–151; 152; 153; 156; 157; 162; 163; 164; 166; 167; 168; 169–170 Bergstraße 18; 19; 21; 22; 27; 67; 70; 72 | 09010116 – Ackerstraße 155, Mietshaus, 1880                                                        |                                                      |
| 09010061 | Ackerstraße 1B–2, 4–5A, 9–26, 144–157, 162–171 Bergstraße 18–28, 67–72 Invalidenstraße 148 Torstraße 151/153 (Lage) | Kolonie Neu-Voigtland Baudenkmale siehe: Ackerstraße 1B; 4; 5–5A; 9; 14–15; 18; 23–26; 149–149A; 150–151; 152; 153; 156; 157; 162; 163; 164; 166; 167; 168; 169–170 Bergstraße 18; 19; 21; 22; 27; 67; 70; 72 | 09010123 – Ackerstraße 165, Mietshaus, 1877                                                        |                                                      |
| 09010061 | Ackerstraße 1B–2, 4–5A, 9–26, 144–157, 162–171 Bergstraße 18–28, 67–72 Invalidenstraße 148 Torstraße 151/153 (Lage) | Kolonie Neu-Voigtland Baudenkmale siehe: Ackerstraße 1B; 4; 5–5A; 9; 14–15; 18; 23–26; 149–149A; 150–151; 152; 153; 156; 157; 162; 163; 164; 166; 167; 168; 169–170 Bergstraße 18; 19; 21; 22; 27; 67; 70; 72 | 09010128 – Ackerstraße 171 / Torstraße 153, Mietshaus, 1871                                        |                                                      |
| 09010061 | Ackerstraße 1B–2, 4–5A, 9–26, 144–157, 162–171 Bergstraße 18–28, 67–72 Invalidenstraße 148 Torstraße 151/153 (Lage) | Kolonie Neu-Voigtland Baudenkmale siehe: Ackerstraße 1B; 4; 5–5A; 9; 14–15; 18; 23–26; 149–149A; 150–151; 152; 153; 156; 157; 162; 163; 164; 166; 167; 168; 169–170 Bergstraße 18; 19; 21; 22; 27; 67; 70; 72 | 09012503 – Bergstraße 18, Quergebäude, 1885                                                        |                                                      |
| 09010061 | Ackerstraße 1B–2, 4–5A, 9–26, 144–157, 162–171 Bergstraße 18–28, 67–72 Invalidenstraße 148 Torstraße 151/153 (Lage) | Kolonie Neu-Voigtland Baudenkmale siehe: Ackerstraße 1B; 4; 5–5A; 9; 14–15; 18; 23–26; 149–149A; 150–151; 152; 153; 156; 157; 162; 163; 164; 166; 167; 168; 169–170 Bergstraße 18; 19; 21; 22; 27; 67; 70; 72 | Stall, 1877                                                                                        |                                                      |
| 09010061 | Ackerstraße 1B–2, 4–5A, 9–26, 144–157, 162–171 Bergstraße 18–28, 67–72 Invalidenstraße 148 Torstraße 151/153 (Lage) | Kolonie Neu-Voigtland Baudenkmale siehe: Ackerstraße 1B; 4; 5–5A; 9; 14–15; 18; 23–26; 149–149A; 150–151; 152; 153; 156; 157; 162; 163; 164; 166; 167; 168; 169–170 Bergstraße 18; 19; 21; 22; 27; 67; 70; 72 | 09010042 – Bergstraße 20, Mietshaus, 1882                                                          |                                                      |
| 09010061 | Ackerstraße 1B–2, 4–5A, 9–26, 144–157, 162–171 Bergstraße 18–28, 67–72 Invalidenstraße 148 Torstraße 151/153 (Lage) | Kolonie Neu-Voigtland Baudenkmale siehe: Ackerstraße 1B; 4; 5–5A; 9; 14–15; 18; 23–26; 149–149A; 150–151; 152; 153; 156; 157; 162; 163; 164; 166; 167; 168; 169–170 Bergstraße 18; 19; 21; 22; 27; 67; 70; 72 | 09010044 – Bergstraße 23, Mietshaus, 1861, Bauerweiterung 1881                                     |                                                      |
| 09010061 | Ackerstraße 1B–2, 4–5A, 9–26, 144–157, 162–171 Bergstraße 18–28, 67–72 Invalidenstraße 148 Torstraße 151/153 (Lage) | Kolonie Neu-Voigtland Baudenkmale siehe: Ackerstraße 1B; 4; 5–5A; 9; 14–15; 18; 23–26; 149–149A; 150–151; 152; 153; 156; 157; 162; 163; 164; 166; 167; 168; 169–170 Bergstraße 18; 19; 21; 22; 27; 67; 70; 72 | 09010045 – Bergstraße 24, Mietshaus, 1867                                                          |                                                      |
| 09010061 | Ackerstraße 1B–2, 4–5A, 9–26, 144–157, 162–171 Bergstraße 18–28, 67–72 Invalidenstraße 148 Torstraße 151/153 (Lage) | Kolonie Neu-Voigtland Baudenkmale siehe: Ackerstraße 1B; 4; 5–5A; 9; 14–15; 18; 23–26; 149–149A; 150–151; 152; 153; 156; 157; 162; 163; 164; 166; 167; 168; 169–170 Bergstraße 18; 19; 21; 22; 27; 67; 70; 72 | 09010068 – Bergstraße 25, Mietshaus, 1874                                                          |                                                      |
| 09010061 | Ackerstraße 1B–2, 4–5A, 9–26, 144–157, 162–171 Bergstraße 18–28, 67–72 Invalidenstraße 148 Torstraße 151/153 (Lage) | Kolonie Neu-Voigtland Baudenkmale siehe: Ackerstraße 1B; 4; 5–5A; 9; 14–15; 18; 23–26; 149–149A; 150–151; 152; 153; 156; 157; 162; 163; 164; 166; 167; 168; 169–170 Bergstraße 18; 19; 21; 22; 27; 67; 70; 72 | 09010046 – Bergstraße 26, Mietshaus, 1854                                                          |                                                      |
| 09010061 | Ackerstraße 1B–2, 4–5A, 9–26, 144–157, 162–171 Bergstraße 18–28, 67–72 Invalidenstraße 148 Torstraße 151/153 (Lage) | Kolonie Neu-Voigtland Baudenkmale siehe: Ackerstraße 1B; 4; 5–5A; 9; 14–15; 18; 23–26; 149–149A; 150–151; 152; 153; 156; 157; 162; 163; 164; 166; 167; 168; 169–170 Bergstraße 18; 19; 21; 22; 27; 67; 70; 72 | 09010049 – Bergstraße 28 / Invalidenstraße 148, Mietshaus, 1890                                    |                                                      |
| 09010061 | Ackerstraße 1B–2, 4–5A, 9–26, 144–157, 162–171 Bergstraße 18–28, 67–72 Invalidenstraße 148 Torstraße 151/153 (Lage) | Kolonie Neu-Voigtland Baudenkmale siehe: Ackerstraße 1B; 4; 5–5A; 9; 14–15; 18; 23–26; 149–149A; 150–151; 152; 153; 156; 157; 162; 163; 164; 166; 167; 168; 169–170 Bergstraße 18; 19; 21; 22; 27; 67; 70; 72 | 09085084 – Bergstraße 68, Mietshaus, 1874                                                          |                                                      |
| 09010061 | Ackerstraße 1B–2, 4–5A, 9–26, 144–157, 162–171 Bergstraße 18–28, 67–72 Invalidenstraße 148 Torstraße 151/153 (Lage) | Kolonie Neu-Voigtland Baudenkmale siehe: Ackerstraße 1B; 4; 5–5A; 9; 14–15; 18; 23–26; 149–149A; 150–151; 152; 153; 156; 157; 162; 163; 164; 166; 167; 168; 169–170 Bergstraße 18; 19; 21; 22; 27; 67; 70; 72 | 09085085 – Bergstraße 69, Mietshaus, 1862                                                          |                                                      |
| 09010061 | Ackerstraße 1B–2, 4–5A, 9–26, 144–157, 162–171 Bergstraße 18–28, 67–72 Invalidenstraße 148 Torstraße 151/153 (Lage) | Kolonie Neu-Voigtland Baudenkmale siehe: Ackerstraße 1B; 4; 5–5A; 9; 14–15; 18; 23–26; 149–149A; 150–151; 152; 153; 156; 157; 162; 163; 164; 166; 167; 168; 169–170 Bergstraße 18; 19; 21; 22; 27; 67; 70; 72 | 09085086 – Bergstraße 71, Mietshaus, 1863                                                          |                                                      |
| 09010061 | Ackerstraße 1B–2, 4–5A, 9–26, 144–157, 162–171 Bergstraße 18–28, 67–72 Invalidenstraße 148 Torstraße 151/153 (Lage) | Kolonie Neu-Voigtland Baudenkmale siehe: Ackerstraße 1B; 4; 5–5A; 9; 14–15; 18; 23–26; 149–149A; 150–151; 152; 153; 156; 157; 162; 163; 164; 166; 167; 168; 169–170 Bergstraße 18; 19; 21; 22; 27; 67; 70; 72 | 09010058 – Torstraße 151 / Ackerstraße, Mietshaus, 1880                                            |                                                      |
| 09011057 | Chausseestraße 123–125 (Lage)                                                                                       | Mietshäuser Baudenkmale siehe: Chausseestraße 123; 125 | Weitere Bestandteile des Ensembles:                                                                | Weitere Bestandteile des Ensembles:                  |
| 09011057 | Chausseestraße 123–125 (Lage)                                                                                       | Mietshäuser Baudenkmale siehe: Chausseestraße 123; 125 | 09011062 – Chausseestraße 124, Mietshaus, 1844                                                     |                                                      |
| 09011057 | Chausseestraße 123–125 (Lage)                                                                                       | Mietshäuser Baudenkmale siehe: Chausseestraße 123; 125 | Treppenanlage                                                                                      |                                                      |
| 09011057 | Chausseestraße 123–125 (Lage)                                                                                       | Mietshäuser Baudenkmale siehe: Chausseestraße 123; 125 | Ehemaliger Bestandteil des Ensembles:                                                              |                                                      |
| 09011057 | Chausseestraße 123–125 (Lage)                                                                                       | Mietshäuser Baudenkmale siehe: Chausseestraße 123; 125 | 09011060 – Chausseestraße 122, Mietshaus, 1826, Umbau 1849                                         |                                                      |
| 09080303 | Elisabethkirchstraße 1–18, 21 Invalidenstraße 2–4a Strelitzer Straße 73 (Lage)                                      | Mietshäuser und Kirche Baudenkmale siehe: Elisabethkirchstraße 7 Invalidenstraße 3; 4–4A Gartendenkmal siehe: Invalidenstraße 3                                                                               | Weitere Bestandteile des Ensembles:                                                                | Weitere Bestandteile des Ensembles:                  |
| 09080303 | Elisabethkirchstraße 1–18, 21 Invalidenstraße 2–4a Strelitzer Straße 73 (Lage)                                      | Mietshäuser und Kirche Baudenkmale siehe: Elisabethkirchstraße 7 Invalidenstraße 3; 4–4A Gartendenkmal siehe: Invalidenstraße 3                                                                               | 09080309 – Elisabethkirchstraße 4, Mietshaus, 1881                                                 |                                                      |
| 09080303 | Elisabethkirchstraße 1–18, 21 Invalidenstraße 2–4a Strelitzer Straße 73 (Lage)                                      | Mietshäuser und Kirche Baudenkmale siehe: Elisabethkirchstraße 7 Invalidenstraße 3; 4–4A Gartendenkmal siehe: Invalidenstraße 3                                                                               | 09080310 – Elisabethkirchstraße 5, Mietshaus, 1870                                                 |                                                      |
| 09080303 | Elisabethkirchstraße 1–18, 21 Invalidenstraße 2–4a Strelitzer Straße 73 (Lage)                                      | Mietshäuser und Kirche Baudenkmale siehe: Elisabethkirchstraße 7 Invalidenstraße 3; 4–4A Gartendenkmal siehe: Invalidenstraße 3                                                                               | 09080311 – Elisabethkirchstraße 6, Mietshaus, 1885                                                 |                                                      |
| 09080303 | Elisabethkirchstraße 1–18, 21 Invalidenstraße 2–4a Strelitzer Straße 73 (Lage)                                      | Mietshäuser und Kirche Baudenkmale siehe: Elisabethkirchstraße 7 Invalidenstraße 3; 4–4A Gartendenkmal siehe: Invalidenstraße 3                                                                               | 09080313 – Elisabethkirchstraße 8, Mietshaus, 1872                                                 |                                                      |
| 09080303 | Elisabethkirchstraße 1–18, 21 Invalidenstraße 2–4a Strelitzer Straße 73 (Lage)                                      | Mietshäuser und Kirche Baudenkmale siehe: Elisabethkirchstraße 7 Invalidenstraße 3; 4–4A Gartendenkmal siehe: Invalidenstraße 3                                                                               | 09080314 – Elisabethkirchstraße 9, Mietshaus, 1865                                                 |                                                      |
| 09080303 | Elisabethkirchstraße 1–18, 21 Invalidenstraße 2–4a Strelitzer Straße 73 (Lage)                                      | Mietshäuser und Kirche Baudenkmale siehe: Elisabethkirchstraße 7 Invalidenstraße 3; 4–4A Gartendenkmal siehe: Invalidenstraße 3                                                                               | 09080315 – Elisabethkirchstraße 10 / Strelitzer Straße, Mietshaus, 1865                            |                                                      |
| 09080303 | Elisabethkirchstraße 1–18, 21 Invalidenstraße 2–4a Strelitzer Straße 73 (Lage)                                      | Mietshäuser und Kirche Baudenkmale siehe: Elisabethkirchstraße 7 Invalidenstraße 3; 4–4A Gartendenkmal siehe: Invalidenstraße 3                                                                               | 09080316 – Elisabethkirchstraße 11 / Strelitzer Straße, Mietshaus, 1864                            |                                                      |
| 09080303 | Elisabethkirchstraße 1–18, 21 Invalidenstraße 2–4a Strelitzer Straße 73 (Lage)                                      | Mietshäuser und Kirche Baudenkmale siehe: Elisabethkirchstraße 7 Invalidenstraße 3; 4–4A Gartendenkmal siehe: Invalidenstraße 3                                                                               | 09080317 – Elisabethkirchstraße 12, Mietshaus, 1863                                                |                                                      |
| 09080303 | Elisabethkirchstraße 1–18, 21 Invalidenstraße 2–4a Strelitzer Straße 73 (Lage)                                      | Mietshäuser und Kirche Baudenkmale siehe: Elisabethkirchstraße 7 Invalidenstraße 3; 4–4A Gartendenkmal siehe: Invalidenstraße 3                                                                               | 09080318 – Elisabethkirchstraße 13, Mietshaus, 1863, Umbau, 1892                                   |                                                      |
| 09080303 | Elisabethkirchstraße 1–18, 21 Invalidenstraße 2–4a Strelitzer Straße 73 (Lage)                                      | Mietshäuser und Kirche Baudenkmale siehe: Elisabethkirchstraße 7 Invalidenstraße 3; 4–4A Gartendenkmal siehe: Invalidenstraße 3                                                                               | 09080319 – Elisabethkirchstraße 14, Mietshaus, 1862, Umbau, 1882                                   |                                                      |
| 09080303 | Elisabethkirchstraße 1–18, 21 Invalidenstraße 2–4a Strelitzer Straße 73 (Lage)                                      | Mietshäuser und Kirche Baudenkmale siehe: Elisabethkirchstraße 7 Invalidenstraße 3; 4–4A Gartendenkmal siehe: Invalidenstraße 3                                                                               | 09080320 – Elisabethkirchstraße 15, Mietshaus, 1862                                                |                                                      |
| 09080303 | Elisabethkirchstraße 1–18, 21 Invalidenstraße 2–4a Strelitzer Straße 73 (Lage)                                      | Mietshäuser und Kirche Baudenkmale siehe: Elisabethkirchstraße 7 Invalidenstraße 3; 4–4A Gartendenkmal siehe: Invalidenstraße 3                                                                               | 09080321 – Elisabethkirchstraße 16, Mietshaus, 1863                                                |                                                      |
| 09080303 | Elisabethkirchstraße 1–18, 21 Invalidenstraße 2–4a Strelitzer Straße 73 (Lage)                                      | Mietshäuser und Kirche Baudenkmale siehe: Elisabethkirchstraße 7 Invalidenstraße 3; 4–4A Gartendenkmal siehe: Invalidenstraße 3                                                                               | 09080322 – Elisabethkirchstraße 17, Mietshaus, 1881                                                |                                                      |
| 09080303 | Elisabethkirchstraße 1–18, 21 Invalidenstraße 2–4a Strelitzer Straße 73 (Lage)                                      | Mietshäuser und Kirche Baudenkmale siehe: Elisabethkirchstraße 7 Invalidenstraße 3; 4–4A Gartendenkmal siehe: Invalidenstraße 3                                                                               | 09080304 – Elisabethkirchstraße 18 / Ackerstraße 29, 1875                                          |                                                      |
| 09080303 | Elisabethkirchstraße 1–18, 21 Invalidenstraße 2–4a Strelitzer Straße 73 (Lage)                                      | Mietshäuser und Kirche Baudenkmale siehe: Elisabethkirchstraße 7 Invalidenstraße 3; 4–4A Gartendenkmal siehe: Invalidenstraße 3                                                                               | 09080373 – Invalidenstraße 2 / Elisabethkirchstraße 1, Mietshaus, um 1890                          |                                                      |
| 09080303 | Elisabethkirchstraße 1–18, 21 Invalidenstraße 2–4a Strelitzer Straße 73 (Lage)                                      | Mietshäuser und Kirche Baudenkmale siehe: Elisabethkirchstraße 7 Invalidenstraße 3; 4–4A Gartendenkmal siehe: Invalidenstraße 3                                                                               | 09080323 – Strelitzer Straße 73, Mietshaus, 1863                                                   |                                                      |
| 09080303 | Elisabethkirchstraße 1–18, 21 Invalidenstraße 2–4a Strelitzer Straße 73 (Lage)                                      | Mietshäuser und Kirche Baudenkmale siehe: Elisabethkirchstraße 7 Invalidenstraße 3; 4–4A Gartendenkmal siehe: Invalidenstraße 3                                                                               | Nicht konstituierende Bestandteile des Ensembles: Elisabethkirchstraße 2, 3, 20, Invalidenstraße 5 |                                                      |
| 09080446 | Gartenstraße 108, 110–111 (Lage)                                                                                    | Mietshausensemble | Bestandteile des Ensembles:                                                                        | Bestandteile des Ensembles:                          |
| 09080446 | Gartenstraße 108, 110–111 (Lage)                                                                                    | Mietshausensemble | 09080447 – Gartenstraße 108, Mietshaus, um 1880                                                    |                                                      |
| 09080446 | Gartenstraße 108, 110–111 (Lage)                                                                                    | Mietshausensemble | 09080448 – Gartenstraße 110, Mietshaus, um 1875                                                    |                                                      |
| 09080446 | Gartenstraße 108, 110–111 (Lage)                                                                                    | Mietshausensemble | 09080449 – Gartenstraße 111, Mietshaus, um 1875                                                    |                                                      |

## Denkmalbereiche (Gesamtanlagen)
| Nr.      | Lage                                                 | Offizielle Bezeichnung                                                                         | Beschreibung | Bild                                                            |
| -------- | ---------------------------------------------------- | ---------------------------------------------------------------------------------------------- | --- | --------------------------------------------------------------- |
| 09011177 | Invalidenstraße 42–44 (Lage)                         | Landwirtschaftliche Hochschule, Museum für Naturkunde, Geologische Landesanstalt, Bergakademie | Museum für Naturkunde, 1883–1889 von August Tiede mit Vorgärten, 1875–1889 von Richard Köhler (siehe auch Gartendenkmal Vorgarten) | Museum für Naturkunde in der Invalidenstraße 43 in Berlin-Mitte |
| 09011177 | Invalidenstraße 42–44 (Lage)                         | Landwirtschaftliche Hochschule, Museum für Naturkunde, Geologische Landesanstalt, Bergakademie | nördlicher Erweiterungsbau von 1915–1916                                                                                           |                                                                 |
| 09011177 | Invalidenstraße 42–44 (Lage)                         | Landwirtschaftliche Hochschule, Museum für Naturkunde, Geologische Landesanstalt, Bergakademie | Wohngebäude an der Habersaathstraße, um 1860                                                                                       |                                                                 |
| 09011177 | Invalidenstraße 42–44 (Lage)                         | Landwirtschaftliche Hochschule, Museum für Naturkunde, Geologische Landesanstalt, Bergakademie | Landwirtschaftliche Hochschule, 1876–1880 von August Tiede, Umbauten 1906–1907, 1909                                               | Landwirtschaftliche Hochschule                                  |
| 09011177 | Invalidenstraße 42–44 (Lage)                         | Landwirtschaftliche Hochschule, Museum für Naturkunde, Geologische Landesanstalt, Bergakademie | Erweiterungsbau für das physikalische und tierphysiologische Institut                                                              |                                                                 |
| 09011177 | Invalidenstraße 42–44 (Lage)                         | Landwirtschaftliche Hochschule, Museum für Naturkunde, Geologische Landesanstalt, Bergakademie | Geologische Landesanstalt und Bergakademie, 1875–1878 Fritz Laske                                                                  |                                                                 |
| 09011177 | Invalidenstraße 42–44 (Lage)                         | Landwirtschaftliche Hochschule, Museum für Naturkunde, Geologische Landesanstalt, Bergakademie | Nordanbau, 1913, Umbau 1965 |                                                                 |
| 09011178 | Invalidenstraße 48–49 Scharnhorststraße 36–37 (Lage) | Kaiser-Wilhelm-Akademie (Pépinière)                                                            | 1905–1910 von Cremer & Wolffenstein                                                                                                |                                                                 |
| 09011178 | Invalidenstraße 48–49 Scharnhorststraße 36–37 (Lage) | Kaiser-Wilhelm-Akademie (Pépinière)                                                            | Nordflügel |                                                                 |
| 09011178 | Invalidenstraße 48–49 Scharnhorststraße 36–37 (Lage) | Kaiser-Wilhelm-Akademie (Pépinière)                                                            | Gartenhof und Vorgärten, von Firma Ludwig Späth                                                                                    |                                                                 |
| 09011190 | Scharnhorststraße 34–35 (Lage)                       | Invalidenhaus, Flügelbauten mit Ehrenhof                                                       | 2 Flügelbauten 1747–1748 von Isaak Jakob Petri                                                                                     | nördlicher Flügelbau des Invalidenhauses                        |
| 09011190 | Scharnhorststraße 34–35 (Lage)                       | Invalidenhaus, Flügelbauten mit Ehrenhof                                                       | Gartenanlagen, 1747–1748, 1820 von Peter Joseph Lenné                                                                              |                                                                 |

## Baudenkmale
| Nr.      | Lage                                                                                            | Offizielle Bezeichnung                                                                     | Beschreibung                                                                                 | Bild                                          |
| -------- | ----------------------------------------------------------------------------------------------- | ------------------------------------------------------------------------------------------ | -------------------------------------------------------------------------------------------- | --------------------------------------------- |
| 09010070 | Ackerstraße 1B (Lage)                                                                           | Mietshaus Bestandteil des Ensembles: Kolonie Neu-Voigtland                                 | 1878                                                                                         |                                               |
| 09010072 | Ackerstraße 4 (Lage)                                                                            | Mietshaus Bestandteil des Ensembles: Kolonie Neu-Voigtland                                 | 1889–1891                                                                                    |                                               |
| 09010074 | Ackerstraße 5–5A (Lage)                                                                         | Mietshaus Bestandteil des Ensembles: Kolonie Neu-Voigtland                                 | 1863                                                                                         |                                               |
| 09010074 | Ackerstraße 5–5A (Lage)                                                                         | Mietshaus Bestandteil des Ensembles: Kolonie Neu-Voigtland                                 | Seitenflügel                                                                                 |                                               |
| 09010077 | Ackerstraße 9 (Lage)                                                                            | Mietshaus Bestandteil des Ensembles: Kolonie Neu-Voigtland                                 | 1842                                                                                         |                                               |
| 09010077 | Ackerstraße 9 (Lage)                                                                            | Mietshaus Bestandteil des Ensembles: Kolonie Neu-Voigtland                                 | nördl. Seitenflügel, 1817                                                                    |                                               |
| 09010085 | Ackerstraße 14–15 (Lage)                                                                        | Mietshaus Bestandteil des Ensembles: Kolonie Neu-Voigtland                                 | 1867                                                                                         |                                               |
| 09010085 | Ackerstraße 14–15 (Lage)                                                                        | Mietshaus Bestandteil des Ensembles: Kolonie Neu-Voigtland                                 | Fabrikgebäude, 1898                                                                          |                                               |
| 09010085 | Ackerstraße 14–15 (Lage)                                                                        | Mietshaus Bestandteil des Ensembles: Kolonie Neu-Voigtland                                 | 1. und 2. Quergebäude, 1911 von Johannes Kraaz                                               |                                               |
| 09010093 | Ackerstraße 18 (Lage)                                                                           | Mietshaus Bestandteil des Ensembles: Kolonie Neu-Voigtland                                 | 1876                                                                                         |                                               |
| 09010093 | Ackerstraße 18 (Lage)                                                                           | Mietshaus Bestandteil des Ensembles: Kolonie Neu-Voigtland                                 | Remise, 1859                                                                                 |                                               |
| 09010137 | Ackerstraße 23–26 Invalidenstraße 158 (Lage)                                                    | Markthalle VI Bestandteil des Ensembles: Kolonie Neu-Voigtland                             | 1886–1888 von Hermann Blankenstein                                                           |                                               |
| 09010137 | Ackerstraße 23–26 Invalidenstraße 158 (Lage)                                                    | Markthalle VI Bestandteil des Ensembles: Kolonie Neu-Voigtland                             | Zugang Invalidenstraße                                                                       | Fassade Invalidenstraße                       |
| 09010110 | Ackerstraße 149–149A (Lage)                                                                     | Mietshaus und Hofgebäude Bestandteil des Ensembles: Kolonie Neu-Voigtland                  | 1882 von P. Wolff                                                                            |                                               |
| 09010110 | Ackerstraße 149–149A (Lage)                                                                     | Mietshaus und Hofgebäude Bestandteil des Ensembles: Kolonie Neu-Voigtland                  | Quergebäude, um 1905                                                                         |                                               |
| 09010111 | Ackerstraße 150–151 (Lage)                                                                      | Mietshaus und Hofgebäude Bestandteil des Ensembles: Kolonie Neu-Voigtland                  | 1875                                                                                         |                                               |
| 09010111 | Ackerstraße 150–151 (Lage)                                                                      | Mietshaus und Hofgebäude Bestandteil des Ensembles: Kolonie Neu-Voigtland                  | Hofgebäude                                                                                   |                                               |
| 09010112 | Ackerstraße 152 (Lage)                                                                          | Mietshaus und Hofgebäude Bestandteil des Ensembles: Kolonie Neu-Voigtland                  | 1877 von August Röhr                                                                         |                                               |
| 09010112 | Ackerstraße 152 (Lage)                                                                          | Mietshaus und Hofgebäude Bestandteil des Ensembles: Kolonie Neu-Voigtland                  | Hofgebäude                                                                                   |                                               |
| 09010113 | Ackerstraße 153 (Lage)                                                                          | Mietshaus und Hofgebäude Bestandteil des Ensembles: Kolonie Neu-Voigtland                  | 1895                                                                                         |                                               |
| 09010113 | Ackerstraße 153 (Lage)                                                                          | Mietshaus und Hofgebäude Bestandteil des Ensembles: Kolonie Neu-Voigtland                  | Hofgebäude                                                                                   |                                               |
| 09010117 | Ackerstraße 156 (Lage)                                                                          | Mietshaus und Hofgebäude Bestandteil des Ensembles: Kolonie Neu-Voigtland                  | 1881 von Rast                                                                                |                                               |
| 09010117 | Ackerstraße 156 (Lage)                                                                          | Mietshaus und Hofgebäude Bestandteil des Ensembles: Kolonie Neu-Voigtland                  | Gebäude im 2. Hof, 1910 von Walter Brummack                                                  |                                               |
| 09010119 | Ackerstraße 157 (Lage)                                                                          | Mietshaus Bestandteil des Ensembles: Kolonie Neu-Voigtland                                 | 1880                                                                                         |                                               |
| 09010120 | Ackerstraße 162 (Lage)                                                                          | Mietshaus Bestandteil des Ensembles: Kolonie Neu-Voigtland                                 | 1875                                                                                         |                                               |
| 09010121 | Ackerstraße 163 (Lage)                                                                          | Mietshaus Bestandteil des Ensembles: Kolonie Neu-Voigtland                                 | 1877                                                                                         |                                               |
| 09010122 | Ackerstraße 164 (Lage)                                                                          | Mietshaus Bestandteil des Ensembles: Kolonie Neu-Voigtland                                 | 1874                                                                                         |                                               |
| 09010124 | Ackerstraße 166 (Lage)                                                                          | Mietshaus Bestandteil des Ensembles: Kolonie Neu-Voigtland                                 | 1877                                                                                         |                                               |
| 09010124 | Ackerstraße 166 (Lage)                                                                          | Mietshaus Bestandteil des Ensembles: Kolonie Neu-Voigtland                                 | Remise                                                                                       |                                               |
| 09010125 | Ackerstraße 167 (Lage)                                                                          | Mietshaus Bestandteil des Ensembles: Kolonie Neu-Voigtland                                 | 1877                                                                                         |                                               |
| 09010126 | Ackerstraße 168 (Lage)                                                                          | Mietshaus Bestandteil des Ensembles: Kolonie Neu-Voigtland                                 | 1860                                                                                         |                                               |
| 09010127 | Ackerstraße 169–170 (Lage)                                                                      | Mietshaus (heute Theater im Schokohof) Bestandteil des Ensembles: Kolonie Neu-Voigtland    | 1881 von M. Bethke, Umbau um 1900                                                            |                                               |
| 09010127 | Ackerstraße 169–170 (Lage)                                                                      | Mietshaus (heute Theater im Schokohof) Bestandteil des Ensembles: Kolonie Neu-Voigtland    | Kesselhaus und Gewerbeflügel, 1916 von A. Walther                                            |                                               |
| 09010127 | Ackerstraße 169–170 (Lage)                                                                      | Mietshaus (heute Theater im Schokohof) Bestandteil des Ensembles: Kolonie Neu-Voigtland    | Fabrikbau und Halle, 1930                                                                    |                                               |
| 09011191 | Am Nordbahnhof 3/5 Invalidenstraße 30 Zinnowitzer Straße 8 (Lage)                               | Postamt N 4                                                                                | 1934–1935 von Georg Werner                                                                   |                                               |
| 09011191 | Am Nordbahnhof 3/5 Invalidenstraße 30 Zinnowitzer Straße 8 (Lage)                               | Postamt N 4                                                                                | seitliches Postamt                                                                           |                                               |
| 09011191 | Am Nordbahnhof 3/5 Invalidenstraße 30 Zinnowitzer Straße 8 (Lage)                               | Postamt N 4                                                                                | Hofgebäude                                                                                   |                                               |
| 09011191 | Am Nordbahnhof 3/5 Invalidenstraße 30 Zinnowitzer Straße 8 (Lage)                               | Postamt N 4                                                                                | Garagen                                                                                      |                                               |
| 09011300 | Am Nordbahnhof 11 Am Nordbahnhof (Lage)                                                         | Stettiner Vorortbahnhof, Empfangsgebäude                                                   | 1895–1903 von Armin Wegner                                                                   |                                               |
| 09010069 | Bergstraße 18 (Lage)                                                                            | Mietshaus Bestandteil des Ensembles: Kolonie Neu-Voigtland                                 | 1879                                                                                         |                                               |
| 09010067 | Bergstraße 19 (Lage)                                                                            | Mietshaus Bestandteil des Ensembles: Kolonie Neu-Voigtland                                 | südl. Vorderhaus, 1862                                                                       |                                               |
| 09010067 | Bergstraße 19 (Lage)                                                                            | Mietshaus Bestandteil des Ensembles: Kolonie Neu-Voigtland                                 | nördl. Vorderhaus, um 1895                                                                   |                                               |
| 09010067 | Bergstraße 19 (Lage)                                                                            | Mietshaus Bestandteil des Ensembles: Kolonie Neu-Voigtland                                 | Hofgebäude, um 1895                                                                          |                                               |
| 09010043 | Bergstraße 21 (Lage)                                                                            | Mietshaus Bestandteil des Ensembles: Kolonie Neu-Voigtland                                 | 1882                                                                                         |                                               |
| 09010162 | Bergstraße 22 (Lage)                                                                            | Mietshaus, Josty'sche Brauerei Bestandteil des Ensembles: Kolonie Neu-Voigtland            | Mietshaus, 1878                                                                              |                                               |
| 09010162 | Bergstraße 22 (Lage)                                                                            | Mietshaus, Josty'sche Brauerei Bestandteil des Ensembles: Kolonie Neu-Voigtland            | zwei Wirtschaftsgebäude, um 1860 und 1880                                                    | Josty'sche Brauerei und Wirtschaftsgebäude    |
| 09010162 | Bergstraße 22 (Lage)                                                                            | Mietshaus, Josty'sche Brauerei Bestandteil des Ensembles: Kolonie Neu-Voigtland            | Josty'sche Brauerei, 1890–1891 von Enders & Hahn                                             | Josty'sche Brauerei und Wirtschaftsgebäude    |
| 09010047 | Bergstraße 27 (Lage)                                                                            | Mietshaus und Remise Bestandteil des Ensembles: Kolonie Neu-Voigtland                      | 1879                                                                                         |                                               |
| 09010047 | Bergstraße 27 (Lage)                                                                            | Mietshaus und Remise Bestandteil des Ensembles: Kolonie Neu-Voigtland                      | Remise                                                                                       |                                               |
| 09080450 | Bergstraße 67 (Lage)                                                                            | Mietshaus Bestandteil des Ensembles: Kolonie Neu-Voigtland                                 | 1864                                                                                         |                                               |
| 09080451 | Bergstraße 70 (Lage)                                                                            | Mietshaus Bestandteil des Ensembles: Kolonie Neu-Voigtland                                 | 1859                                                                                         |                                               |
| 09080451 | Bergstraße 70 (Lage)                                                                            | Mietshaus Bestandteil des Ensembles: Kolonie Neu-Voigtland                                 | 1. Quergebäude, 1875                                                                         |                                               |
| 09080451 | Bergstraße 70 (Lage)                                                                            | Mietshaus Bestandteil des Ensembles: Kolonie Neu-Voigtland                                 | 2. Quergebäude und Gebäude im 2. Hof, 1895                                                   |                                               |
| 09080452 | Bergstraße 72 (Lage)                                                                            | Mietshaus Bestandteil des Ensembles: Kolonie Neu-Voigtland                                 | 1863                                                                                         |                                               |
| 09080453 | Bergstraße 81 (Lage)                                                                            | Mietshaus                                                                                  | 1857                                                                                         |                                               |
| 09080454 | Borsigstraße 5 (Lage)                                                                           | Hospiz Marienheim und Theologisches Konvikt                                                | Vorderhaus, 1890–1891 von Otto March                                                         |                                               |
| 09080454 | Borsigstraße 5 (Lage)                                                                           | Hospiz Marienheim und Theologisches Konvikt                                                | Hospiz                                                                                       |                                               |
| 09080454 | Borsigstraße 5 (Lage)                                                                           | Hospiz Marienheim und Theologisches Konvikt                                                | Einfriedung                                                                                  |                                               |
| 09080455 | Borsigstraße 6 (Lage)                                                                           | Golgatha-Kirche                                                                            | 1898–1900 von Max Spitta                                                                     |                                               |
| 09080455 | Borsigstraße 6 (Lage)                                                                           | Golgatha-Kirche                                                                            | Kircheninnern                                                                                |                                               |
| 09080358 | Brunnenstraße 181 (Lage)                                                                        | Brunnenhof                                                                                 | Geschäftshaus, 1908–1909 von Richard Bloos                                                   |                                               |
| 09080358 | Brunnenstraße 181 (Lage)                                                                        | Brunnenhof                                                                                 | Fabrikgebäude                                                                                |                                               |
| 09080366 | Brunnenstraße 188–190 (Lage)                                                                    | Industriehaus Rosenthaler Tor                                                              | Geschäftshaus, 1910–1911                                                                     |                                               |
| 09080366 | Brunnenstraße 188–190 (Lage)                                                                    | Industriehaus Rosenthaler Tor                                                              | Etagenfabrik                                                                                 |                                               |
| 09011089 | Chausseestraße (Lage)                                                                           | U-Bahnhof Schwartzkopffstraße                                                              | 1913–1914 und 1919–1923 von Heinrich Jennen, Alfred Grenander und Alfred Fehse               |                                               |
| 09011090 | Chausseestraße Zinnowitzer Straße (Lage)                                                        | U-Bahnhof Naturkundemuseum                                                                 | 1913–1914 und 1919–1923 von Heinrich Jennen, Alfred Grenander und Alfred Fehse               |                                               |
| 09080456 | Chausseestraße 5 (Lage)                                                                         | Mietshaus und Fabrikhalle                                                                  | um 1885                                                                                      |                                               |
| 09080456 | Chausseestraße 5 (Lage)                                                                         | Mietshaus und Fabrikhalle                                                                  | Fabrikhalle                                                                                  |                                               |
| 09080457 | Chausseestraße 13 (Lage)                                                                        | Borsighaus                                                                                 | 1899 von Reimer & Körte                                                                      |                                               |
| 09080458 | Chausseestraße 17 (Lage)                                                                        | Mietshaus mit Hofanlage                                                                    | 1891                                                                                         |                                               |
| 09080458 | Chausseestraße 17 (Lage)                                                                        | Mietshaus mit Hofanlage                                                                    | Hofanlage                                                                                    |                                               |
| 09011194 | Chausseestraße 22 Invalidenstraße 35 (Lage)                                                     | Geschäftshaus                                                                              | 1891                                                                                         |                                               |
| 09011295 | Chausseestraße 25 Zinnowitzer Straße 1 (Lage)                                                   | Geschäftshaus                                                                              | 1908 von Theodor Jaretzki                                                                    |                                               |
| 09011095 | Chausseestraße (vor Nr. 33) (Lage)                                                              | Wasserpumpe                                                                                | um 1895 von Otto Stahn (?)                                                                   |                                               |
| 09011296 | Chausseestraße 35 (Lage)                                                                        | Maschinenfabrik Flohr                                                                      | 1. Hof-Gebäude, 1844, Um- und                                                                |                                               |
| 09011296 | Chausseestraße 35 (Lage)                                                                        | Maschinenfabrik Flohr                                                                      | 2. Hof-Gebäude mit Schornstein                                                               |                                               |
| 09011296 | Chausseestraße 35 (Lage)                                                                        | Maschinenfabrik Flohr                                                                      | Erweiterungsbauten 1900–1908                                                                 |                                               |
| 09011098 | Chausseestraße 42 (Lage)                                                                        | Secura-Werke, Maschinenfabrik                                                              | Vordergebäude, 1910 von Max Richter                                                          | Rückansicht von der Caroline-Michaelis-Straße |
| 09011098 | Chausseestraße 42 (Lage)                                                                        | Secura-Werke, Maschinenfabrik                                                              | Hintergebäude, 1910 von Max Richter                                                          | Rückansicht von der Caroline-Michaelis-Straße |
| 09011098 | Chausseestraße 42 (Lage)                                                                        | Teilverlust:                                                                               | Abriss des Mittelstrangs 2014                                                                |                                               |
| 09011112 | Chausseestraße 94 (Lage)                                                                        | Erstes Krieger-Vereinshaus, Wohn- und Geschäftshaus                                        | 1907–1910 von Conrad Faerber                                                                 |                                               |
| 09011112 | Chausseestraße 94 (Lage)                                                                        | Erstes Krieger-Vereinshaus, Wohn- und Geschäftshaus                                        | Hinterhaus                                                                                   |                                               |
| 09011199 | Chausseestraße 105 (Lage)                                                                       | Volks-Kaffee- und Speisehallen-Gesellschaft, Wohn- und Geschäftshaus                       | 1891–1892 von Alfred Messel                                                                  |                                               |
| 09011297 | Chausseestraße 111–113 Invalidenstraße 36–39 (Lage)                                             | Industrie- und Handelskammer der DDR, Verwaltungsgebäude                                   | 1954–1957 von Johannes Päßler                                                                |                                               |
| 09011297 | Chausseestraße 111–113 Invalidenstraße 36–39 (Lage)                                             | Industrie- und Handelskammer der DDR, Verwaltungsgebäude                                   | Anbau, 1959–1961 von Borchard und Balke                                                      |                                               |
| 09011059 | Chausseestraße 117 (Lage)                                                                       | AG für Automobilunternehmungen & Hochgarage                                                | Wohn- und Geschäftshaus, 1913–1914 von Arnold Kuthe                                          |                                               |
| 09011059 | Chausseestraße 117 (Lage)                                                                       | AG für Automobilunternehmungen & Hochgarage                                                | Hochgarage                                                                                   |                                               |
| 09011061 | Chausseestraße 123 (Lage)                                                                       | Wohn- und Geschäftshaus Bestandteil des Ensembles: Chausseestraße                          | 1896 von Carl Galuschki                                                                      |                                               |
| 09011061 | Chausseestraße 123 (Lage)                                                                       | Wohn- und Geschäftshaus Bestandteil des Ensembles: Chausseestraße                          | Hinterhofgebäude                                                                             |                                               |
| 09011063 | Chausseestraße 125 (Lage)                                                                       | Brecht-Weigel-Gedenkstätte & Bertolt-Brecht-Haus Bestandteil des Ensembles: Chausseestraße | Wohnhaus, 1843                                                                               |                                               |
| 09011063 | Chausseestraße 125 (Lage)                                                                       | Brecht-Weigel-Gedenkstätte & Bertolt-Brecht-Haus Bestandteil des Ensembles: Chausseestraße | Quergebäude, 1888                                                                            |                                               |
| 09011063 | Chausseestraße 125 (Lage)                                                                       | Brecht-Weigel-Gedenkstätte & Bertolt-Brecht-Haus Bestandteil des Ensembles: Chausseestraße | Brecht-Weigel-Gedenkstätte, seit 1978                                                        |                                               |
| 09080312 | Elisabethkirchstraße 7 (Lage)                                                                   | Mietshaus                                                                                  | 1876 (siehe Ensemble Elisabethkirchstraße 1–18, 21)                                          |                                               |
| 09080459 | Gartenstraße 5 (Lage)                                                                           | Stadtbad Mitte                                                                             | 1929–1930 von Carlo Jelkmann und Heinrich Tessenow                                           |                                               |
| 09080459 | Gartenstraße 5 (Lage)                                                                           | Stadtbad Mitte                                                                             | Schwimmbad                                                                                   |                                               |
| 09080460 | Gartenstraße 6 (Lage)                                                                           | Mietshaus mit Festsaal                                                                     | 1905                                                                                         |                                               |
| 09080460 | Gartenstraße 6 (Lage)                                                                           | Mietshaus mit Festsaal                                                                     | Festsaal                                                                                     |                                               |
| 09080461 | Gartenstraße 25 (Lage)                                                                          | Lehrerwohnhaus des Humboldt-Gymnasiums                                                     | 1875 von Johann Eduard Jacobsthal                                                            |                                               |
| 09011072 | Hannoversche Straße 6 (Lage)                                                                    | Königliches Leichenschauhaus, Institut für Gerichtsmedizin                                 | 1884–1885, Aufstockung 1913                                                                  |                                               |
| 09011074 | Hessische Straße 1–2 (Lage)                                                                     | I. Chemisches Institut der Friedrich-Wilhelms-Universität                                  | 1899–1900 von Georg Thür und Max Guth                                                        |                                               |
| 09011074 | Hessische Straße 1–2 (Lage)                                                                     | I. Chemisches Institut der Friedrich-Wilhelms-Universität                                  | Verwaltungsgebäude                                                                           |                                               |
| 09011075 | Hessische Straße 3–4 (Lage)                                                                     | Hygienische Institute der Friedrich-Wilhelms-Universität                                   | 1903–1905 von Georg Thür, Umbau 1954–1955                                                    |                                               |
| 09011075 | Hessische Straße 3–4 (Lage)                                                                     | Hygienische Institute der Friedrich-Wilhelms-Universität                                   | Erweiterung 1954–1955                                                                        |                                               |
| 09010143 | Invalidenstraße 3 Elisabethkirchstraße (Lage)                                                   | Elisabethkirche Bestandteil des Ensembles: Elisabethkirchstraße                            | 1832–1835 von Karl Friedrich Schinkel (siehe auch Gartendenkmal Elisabethkirchplatz)         |                                               |
| 09010144 | Invalidenstraße 4–4A Elisabethkirchstraße 21 (Lage)                                             | Pfarrhaus der Elisabethgemeinde Bestandteil des Ensembles: Elisabethkirchstraße            | Pfarrhaus, 1890                                                                              | Pfarrhaus an der Invalidenstraße              |
| 09010144 | Invalidenstraße 4–4A Elisabethkirchstraße 21 (Lage)                                             | Pfarrhaus der Elisabethgemeinde Bestandteil des Ensembles: Elisabethkirchstraße            | Gemeindehaus, 1907 von Adolf Bürckner                                                        | Pfarrhaus an der Invalidenstraße              |
| 09011299 | Invalidenstraße 20 Elisabeth-Schwarzhaupt-Platz 7 Invalidenstraße Julie-Wolfthorn-Straße (Lage) | S-Bahnhof Nordbahnhof                                                                      | Unterirdischer S-Bahnhof, 1934–1936 von Günther Lüttich                                      | Bahnhofsgebäude                               |
| 09011299 | Invalidenstraße 20 Elisabeth-Schwarzhaupt-Platz 7 Invalidenstraße Julie-Wolfthorn-Straße (Lage) | S-Bahnhof Nordbahnhof                                                                      | Südlicher Zugang                                                                             | Bahnhofsgebäude                               |
| 09011299 | Invalidenstraße 20 Elisabeth-Schwarzhaupt-Platz 7 Invalidenstraße Julie-Wolfthorn-Straße (Lage) | S-Bahnhof Nordbahnhof                                                                      | Kioskgebäude Invalidenstraße                                                                 |                                               |
| 09011299 | Invalidenstraße 20 Elisabeth-Schwarzhaupt-Platz 7 Invalidenstraße Julie-Wolfthorn-Straße (Lage) | S-Bahnhof Nordbahnhof                                                                      | Zugang Gartenstraße                                                                          | Bahnhofsgebäude                               |
| 09011299 | Invalidenstraße 20 Elisabeth-Schwarzhaupt-Platz 7 Invalidenstraße Julie-Wolfthorn-Straße (Lage) | S-Bahnhof Nordbahnhof                                                                      | Nördlicher Zugang                                                                            | Bahnhofsgebäude                               |
| 09080462 | Invalidenstraße 115 (Lage)                                                                      | Hotel Danziger Hof                                                                         | 1912                                                                                         |                                               |
| 09080463 | Invalidenstraße 120–121 (Lage)                                                                  | Hotel Baltic                                                                               | 1911 von Hans Bernoulli                                                                      |                                               |
| 09080463 | Invalidenstraße 120–121 (Lage)                                                                  | Hotel Baltic                                                                               | Hofgebäude                                                                                   |                                               |
| 09080464 | Invalidenstraße 122 (Lage)                                                                      | Mietshaus                                                                                  | 1845                                                                                         |                                               |
| 09080464 | Invalidenstraße 122 (Lage)                                                                      | Mietshaus                                                                                  | Treppenanlage                                                                                |                                               |
| 09080465 | Invalidenstraße 130–131 (Lage)                                                                  | Verwaltungsgebäude der Deutschen Reichsbahn                                                | 1936 von Günther Lüttich                                                                     |                                               |
| 09080465 | Invalidenstraße 130–131 (Lage)                                                                  | Verwaltungsgebäude der Deutschen Reichsbahn                                                | Seitenflügel                                                                                 |                                               |
| 09080465 | Invalidenstraße 130–131 (Lage)                                                                  | Verwaltungsgebäude der Deutschen Reichsbahn                                                | Skulpturen von Hermann Müller-Erfurt                                                         |                                               |
| 09080466 | Novalisstraße 10 (Lage)                                                                         | Neue Berliner Eisengießerei F.A. Egells                                                    | Fabrikgebäude, 1826–1841                                                                     |                                               |
| 09080466 | Novalisstraße 10 (Lage)                                                                         | Neue Berliner Eisengießerei F.A. Egells                                                    | Geschäftshaus, 1928                                                                          |                                               |
| 09011121 | Pflugstraße 12 (Lage)                                                                           | Rektorenwohnhaus der 111. und 186. Gemeindeschule                                          | 1889–1890 von Hermann Blankenstein                                                           |                                               |
| 09011128 | Scharnhorststraße 13–14 Boyenstraße (Lage)                                                      | Garnison-Lazarett I, Hauptgebäude (heute Bundeswehrkrankenhaus Berlin)                     | 1850–1853 von August Ferdinand Fleischinger, Karl Wilhelm Drewitz und Johann Albrecht Becker |                                               |
| 09011128 | Scharnhorststraße 13–14 Boyenstraße (Lage)                                                      | Garnison-Lazarett I, Hauptgebäude (heute Bundeswehrkrankenhaus Berlin)                     | Erweiterungsbau 1931 von Richard Scheibner                                                   |                                               |
| 09011128 | Scharnhorststraße 13–14 Boyenstraße (Lage)                                                      | Garnison-Lazarett I, Hauptgebäude (heute Bundeswehrkrankenhaus Berlin)                     | Apotheke und Zahnarztstation, 1905–1910                                                      |                                               |
| 09011132 | Scharnhorststraße 28, 29 (Lage)                                                                 | Geschäftshaus der Gesellschaft für Markt- und Kühlhallen                                   | 1912 von Buchholz & Bissing                                                                  |                                               |
| 09080467 | Schlegelstraße 9 (Lage)                                                                         | Fabrikgebäude (2. Quergebäude)                                                             | um 1850                                                                                      |                                               |
| 09080468 | Schröderstraße 5 (Lage)                                                                         | Evangelisch-methodistische Erlöserkirche                                                   | Erlöserkirche, 1904 von Carl Breuer                                                          |                                               |
| 09080468 | Schröderstraße 5 (Lage)                                                                         | Evangelisch-methodistische Erlöserkirche                                                   | Mietshaus                                                                                    |                                               |
| 09080468 | Schröderstraße 5 (Lage)                                                                         | Evangelisch-methodistische Erlöserkirche                                                   | Hofmauern                                                                                    |                                               |
| 09011293 | Strelitzer Straße 61 (Lage)                                                                     | Mietshaus                                                                                  | 1888–1889                                                                                    |                                               |
| 09011293 | Strelitzer Straße 61 (Lage)                                                                     | Mietshaus                                                                                  | Gewerbebau                                                                                   |                                               |
| 09080469 | Tieckstraße 1 (Lage)                                                                            | Mietshaus                                                                                  | 1854 von Friedrich Bensch (?)                                                                |                                               |
| 09080469 | Tieckstraße 1 (Lage)                                                                            | Mietshaus                                                                                  | Treppenanlagen                                                                               |                                               |
| 09080470 | Tieckstraße 6 (Lage)                                                                            | Mietshaus                                                                                  | 1853                                                                                         |                                               |
| 09080470 | Tieckstraße 6 (Lage)                                                                            | Mietshaus                                                                                  | Treppenanlagen                                                                               |                                               |
| 09080471 | Tieckstraße 17 (Lage)                                                                           | Pfarr- und Gemeindehaus                                                                    | Vorderhaus um 1870                                                                           |                                               |
| 09080471 | Tieckstraße 17 (Lage)                                                                           | Pfarr- und Gemeindehaus                                                                    | Hofgebäude, um 1905                                                                          |                                               |
| 09080474 | Torstraße 231 Chausseestraße 1 (Lage)                                                           | Mietshaus                                                                                  | 1890                                                                                         |                                               |
| 09010166 | Wöhlertstraße 16–17 (Lage)                                                                      | Laubenganghaus mit Appartements für die Schwestern der Charité                             | 1958–1960, Entwurfsbüro Hochbau II Groß-Berlin, Architekt Sebastian                          |                                               |
| 09011329 | Wöhlertstraße (vor Nr. 18) (Lage)                                                               | Rohrbrunnen                                                                                | zwischen 1875 und 1892, Konstruktion O. Greiner                                              |                                               |
| 09011330 | Zinnowitzer Straße Chausseestraße 24 (Lage)                                                     | Wasserpumpe                                                                                | um 1890 von Otto Stahn (?)                                                                   |                                               |

- siehe auch: Chausseestraße (detaillierte Beschreibung der meisten hier erhaltenen Baudenkmale)

## Gartendenkmale
| Nr.      | Lage                                                         | Offizielle Bezeichnung                                                | Beschreibung                                                                                       | Bild                              |
| -------- | ------------------------------------------------------------ | --------------------------------------------------------------------- | -------------------------------------------------------------------------------------------------- | --------------------------------- |
| 09010182 | Ackerstraße 37 (Lage)                                        | Friedhof der Elisabeth-Gemeinde                                       | angelegt 1843                                                                                      |                                   |
| 09010182 | Ackerstraße 37 (Lage)                                        | Friedhof der Elisabeth-Gemeinde                                       | Grabstätten                                                                                        |                                   |
| 09010182 | Ackerstraße 37 (Lage)                                        | Friedhof der Elisabeth-Gemeinde                                       | Einfriedungsmauer                                                                                  |                                   |
| 09010182 | Ackerstraße 37 (Lage)                                        | Friedhof der Elisabeth-Gemeinde                                       | Reste der Grenzmauer                                                                               |                                   |
| 09010184 | Bergstraße 29 Ackerstraße Bernauer Straße Pappelplatz (Lage) | Friedhof II der Sophien-Gemeinde                                      | |                                   |
| 09010184 | Bergstraße 29 Ackerstraße Bernauer Straße Pappelplatz (Lage) | Friedhof II der Sophien-Gemeinde                                      | angelegt 1827, Grabstätten und Mausoleen (siehe auch Gesamtanlage Berliner Mauer)                  |                                   |
| 09010184 | Bergstraße 29 Ackerstraße Bernauer Straße Pappelplatz (Lage) | Friedhof II der Sophien-Gemeinde                                      | Grab Carl Bechstein                                                                                |                                   |
| 09010184 | Bergstraße 29 Ackerstraße Bernauer Straße Pappelplatz (Lage) | Friedhof II der Sophien-Gemeinde                                      | Kapelle, um 1897                                                                                   |                                   |
| 09010186 | Chausseestraße 126 (Lage)                                    | Friedhof der Dorotheenstädtischen und Friedrichswerderschen Gemeinden | angelegt 1762                                                                                      |                                   |
| 09010186 | Chausseestraße 126 (Lage)                                    | Friedhof der Dorotheenstädtischen und Friedrichswerderschen Gemeinden | Einfriedungsmauer                                                                                  |                                   |
| 09010186 | Chausseestraße 126 (Lage)                                    | Friedhof der Dorotheenstädtischen und Friedrichswerderschen Gemeinden | Grabstätten und Mausoleen                                                                          |                                   |
| 09010186 | Chausseestraße 126 (Lage)                                    | Friedhof der Dorotheenstädtischen und Friedrichswerderschen Gemeinden | Kapelle, 1927–1928 von Dihm                                                                        |                                   |
| 09010186 | Chausseestraße 126 (Lage)                                    | Friedhof der Dorotheenstädtischen und Friedrichswerderschen Gemeinden | Verwalterhaus, 19. Jh                                                                              |                                   |
| 09010187 | Chausseestraße 127 (Lage)                                    | Friedhof I der Französisch-reformierten Gemeinde                      | angelegt 1780                                                                                      |                                   |
| 09010187 | Chausseestraße 127 (Lage)                                    | Friedhof I der Französisch-reformierten Gemeinde                      | Grabstätten                                                                                        |                                   |
| 09010187 | Chausseestraße 127 (Lage)                                    | Friedhof I der Französisch-reformierten Gemeinde                      | Einfriedungsmauer                                                                                  |                                   |
| 09010005 | Invalidenstraße 3 (Lage)                                     | Elisabethkirchplatz Bestandteil des Ensembles: Elisabethkirchstraße   | ab 1835, 1881 von Hermann Mächtig, seit 1890 Veränderungen (siehe auch Baudenkmal Elisabethkirche) |                                   |
| 09010190 | Invalidenstraße 43 (Lage)                                    | Vorgarten des Museums für Naturkunde                                  | 1883–1889 von Richard Köhler (siehe auch Gesamtanlage Museum für Naturkunde)                       |                                   |
| 09010195 | Liesenstraße 7 (Lage)                                        | Friedhof II der Französisch-reformierten Gemeinde mit Grabstätten     | angelegt 1835                                                                                      |                                   |
| 09010196 | Liesenstraße 8 (Lage)                                        | Friedhof der St. Hedwigs-Gemeinde                                     | angelegt 1834 (siehe auch Gesamtanlage Berliner Mauer)                                             |                                   |
| 09010196 | Liesenstraße 8 (Lage)                                        | Friedhof der St. Hedwigs-Gemeinde                                     | Grabstätten                                                                                        |                                   |
| 09010196 | Liesenstraße 8 (Lage)                                        | Friedhof der St. Hedwigs-Gemeinde                                     | Reste der Grenzmauer (siehe auch Gesamtanlage Berliner Mauer)                                      |                                   |
| 09010196 | Liesenstraße 8 (Lage)                                        | Friedhof der St. Hedwigs-Gemeinde                                     | Friedhofskapelle, 1866–1867, Wiederaufbau 1987                                                     |                                   |
| 09010203 | Pappelplatz (Lage)                                           | Stadtplatz                                                            | 1912–1913                                                                                          | Pappelplatz mit Geldzählerbrunnen |
| 09010203 | Pappelplatz (Lage)                                           | Stadtplatz                                                            | Geldzählerbrunnen, 1912 von Ernst Wenck                                                            | Pappelplatz mit Geldzählerbrunnen |
| 09010206 | Scharnhorststraße (Lage)                                     | Invalidenfriedhof                                                     | angelegt 1748                                                                                      |                                   |
| 09010206 | Scharnhorststraße (Lage)                                     | Invalidenfriedhof                                                     | Grabstätten                                                                                        |                                   |
| 09010206 | Scharnhorststraße (Lage)                                     | Invalidenfriedhof                                                     | Reste der Grenzmauer (siehe auch Gesamtanlage Berliner Mauer)                                      |                                   |

## Bodendenkmale
| Nr.                | Lage                         | Offizielle Bezeichnung                                  | Beschreibung                                                                                      | Bild |
| ------------------ | ---------------------------- | ------------------------------------------------------- | ------------------------------------------------------------------------------------------------- | ---- |
| 09020113           | Bernauer Straße 4 (Lage)     | Fundamente und Untergeschossreste der Versöhnungskirche | 1892–1894 von Gotthilf Möckel; Friedhof und Gemeindehaus (siehe auch Gesamtanlage Berliner Mauer) |      |
| 09020118 (11/2024) | Bernauer Straße 27–28 (Lage) | Fluchttunnel                                            | (siehe auch Gesamtanlage Berliner Mauer)                                                          |      |